# Znamirowice
Znamirowice – wieś w Polsce położona w województwie małopolskim, w powiecie nowosądeckim, w gminie Łososina Dolna, nad Jeziorem Rożnowskim.
| SIMC    | Nazwa        | Rodzaj     |
| ------- | ------------ | ---------- |
| 0448752 | Doliny       | część wsi  |
| 0448769 | Pacany       | część wsi  |
| 0448775 | Sądków       | przysiółek |
| 0448781 | Załęże Niżne | część wsi  |
| 0448798 | Załęże Wyżne | część wsi  |

Nazwa miejscowości pochodzi od staropolskiego imienia męskiego Znamir. Znajduje się tutaj ośrodek AWF Kraków w którym odbywają się obozy dla studentów, wraz z przystanią jachtową.
W latach 1975–1998 miejscowość administracyjnie należała do województwa nowosądeckiego.

## Zabytki
- Most Stacha